# Třída U (1940)
Třída U byla třída diesel-elektrických ponorek postavených pro britské královské námořnictvo v období druhé světové války. Celkem bylo postaveno 49 ponorek této třídy (včetně mírně upravené třídy V šlo o 71 kusů). Zahraničními uživateli třídy bylo Norsko, Sovětský svaz, Polsko, Francie, Nizozemsko a Dánsko.

## Stavba

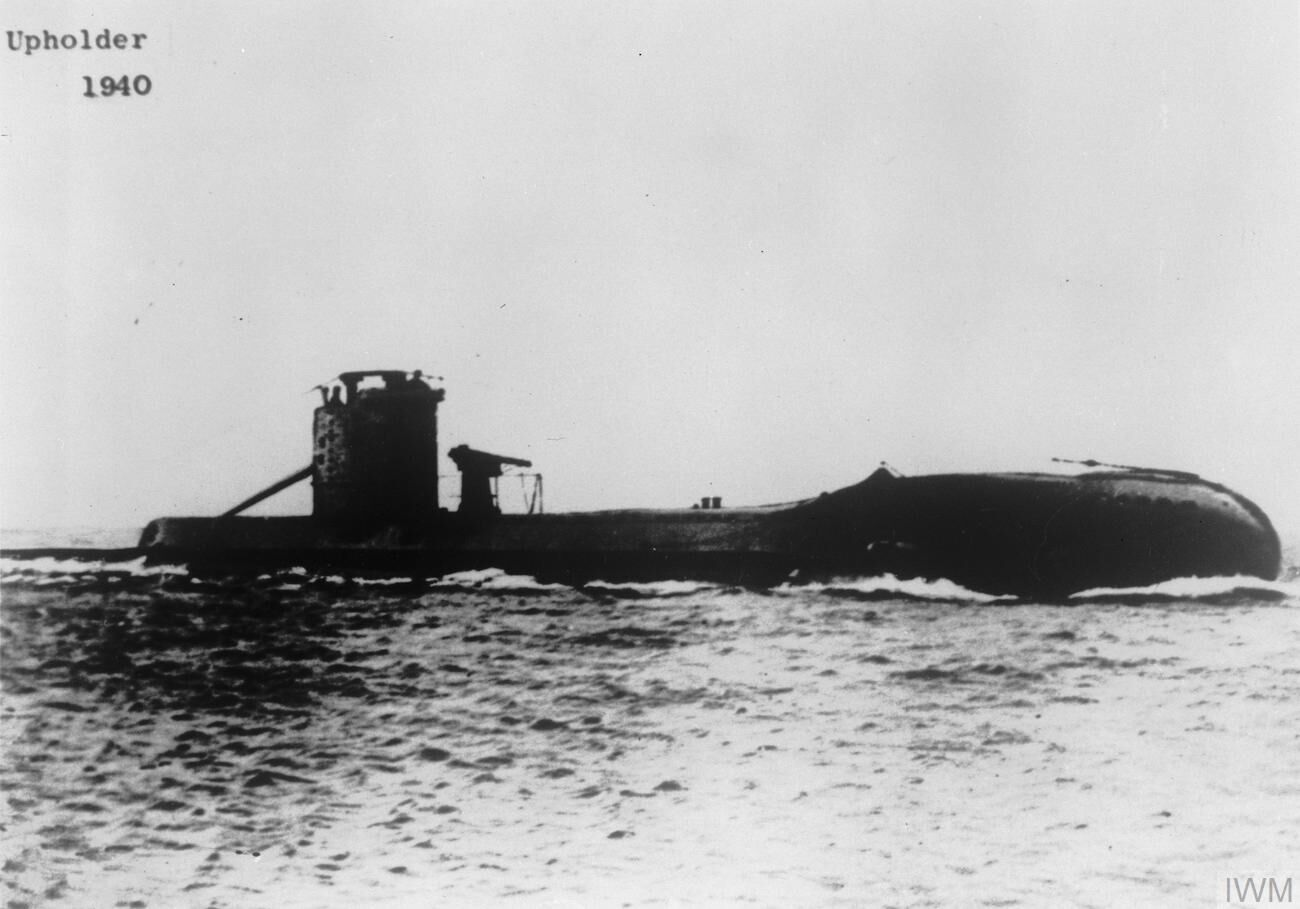
Patrně nejznámější ponorkou třídy U byla HMS Upholder

Celkem bylo postaveno 49 ponorek třídy U.

## Konstrukce

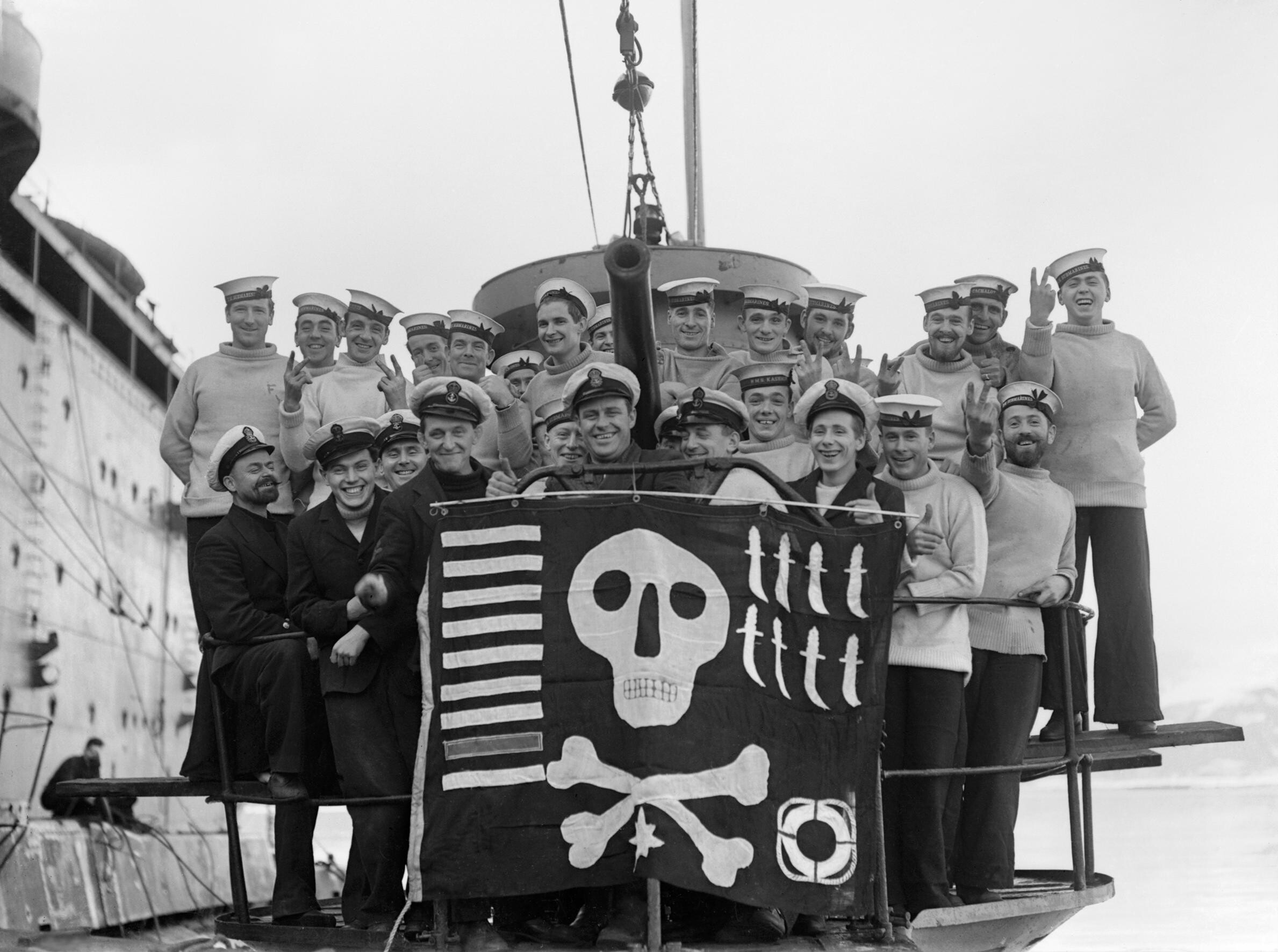
Posádka HMS Utmost s vlajkou Jolly Roger nesoucí označení jejich bojových úspěchů

Výzbroj tvořil jeden 76mm kanón a šest 533mm torpédometů.

## Operační služba
Třída byla nasazena ve druhé světové válce.